# 佐藤廣治
佐藤 廣治（さとう ひろじ、1949年4月17日 - ）は、日本の実業家、株式会社エス・サイエンス代表取締役社長。

## 人物・経歴
1949年4月17日生まれ。茨城県出身。1973年3月、立教大学法学部卒業。同年4月、三井物産機械販売サービス株式会社入社。
1976年4月、KASHU FRUIT PRODUCT INC入社。
2000年6月、志村化工株式会社（現・株式会社エス・サイエンス）取締役に就任。2006年6月、同社執行役員営業部門担当、2008年4月、同社取締役営業担当部長を歴任。2009年5月、同社代表取締役社長に就任。